# Народный писатель Эстонской ССР
Народный писатель Эстонской ССР (эст. Eesti NSV rahvakirjanik) — почётное звание Эстонской ССР, которое присваивалось писателям за выдающиеся заслуги в развитии эстонской советской литературы. Было утверждено Указом Президиума Верховного Совета Эстонской ССР от 31 марта 1941 года. Почётное звание «Народный писатель Эстонской ССР» присваивалось прозаикам, поэтам, драматургам, переводчикам, критикам и литературоведам, которые создали высокоидейные художественные произведения и литературоведческие труды, получившие широкое признание, и принимавшим активное участие в общественной жизни, в сближении и взаимообогащении литератур народов СССР.

## Народные писатели Эстонской ССР
Звания «Народный писатель Эстонской ССР» были удостоены:
- Оскар Лутс (1945)
- Фридеберт Туглас (1946)
- Аугуст Якобсон (1947)
- Анна Хаава (1954)
- Карл Эрнст Сяргава (1957)
- Йоханнес Семпер (1964)
- Юхан Смуул (1965)
- Ааду Хинт (1965)
- Дебора Вааранди (1971)
- Эрни Крустен (1972)
- Пауль Куусберг (1972)
- Март Рауд (1972)
- Бетти Альвер (1981)
- Яан Кросс (1985)
- Эно Рауд (1989)